# 大淀川

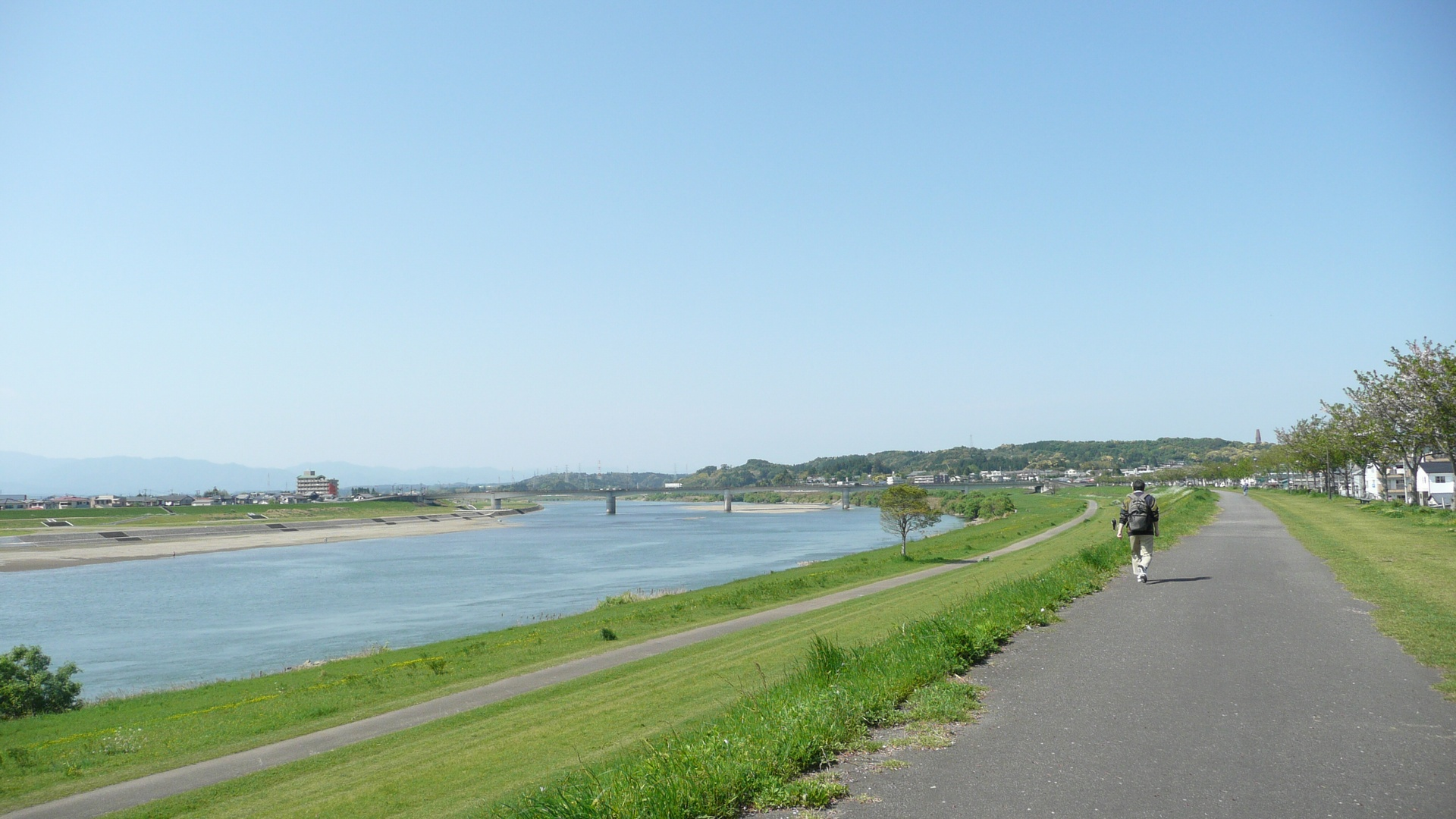
宮崎市祇園

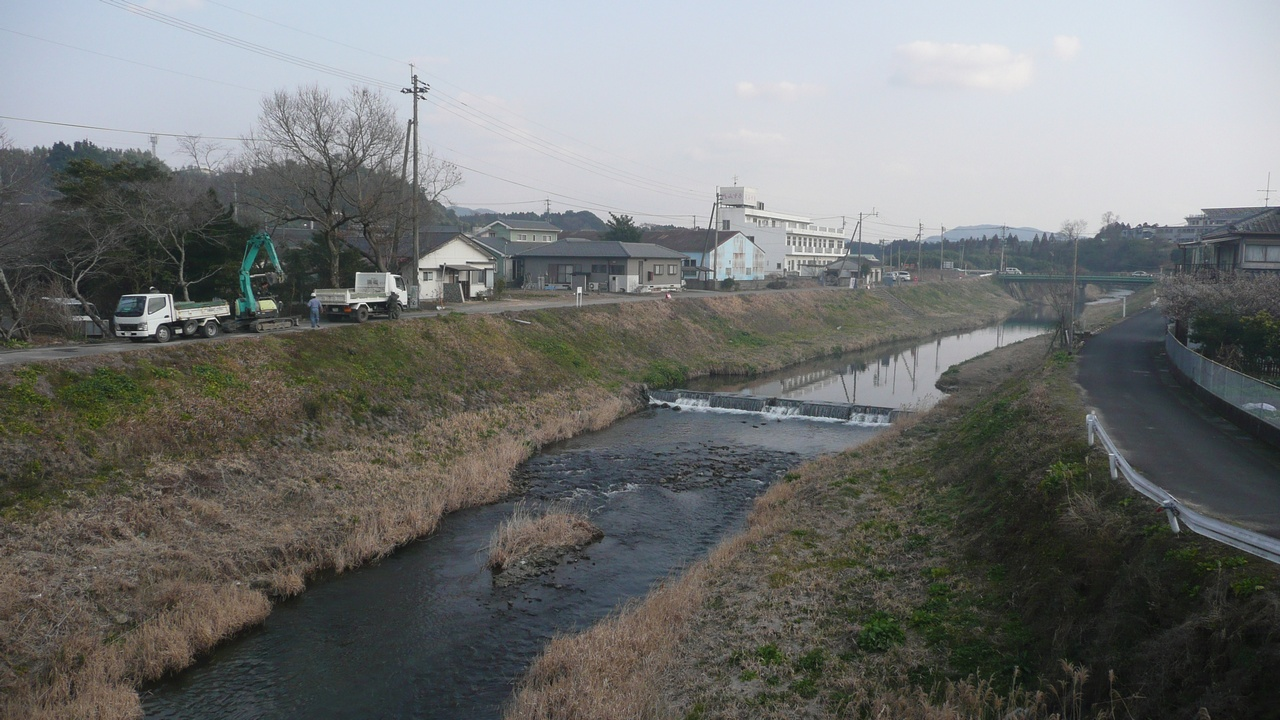
曽於市末吉町

大淀川（おおよどがわ）は、宮崎県・鹿児島県内を流れ太平洋（日向灘・フィリピン海）に注ぐ大淀川水系の本流であり宮崎県を代表する河川である。

## 地理
都城盆地外延部の金御岳南麓（鹿児島県曽於市末吉町南之郷）に発し、都城市を経て山地内を穿ちつつ東へ向かう。宮崎平野を流れ宮崎市都心部の南で日向灘に注ぐ。
「森づくりから風土づくりへ大淀川流域住民プロジェクト」で、平成24年度国土交通省手づくり郷土賞受賞。	
令和2年度大賞受賞。

### 過去の名称
明治初期までは流域ごとに別の名称が使用されていた。例として河口部（宮崎市街地）では赤江川か赤井川、宮崎市跡江辺りでは大川、宮崎市高岡町付近では左流川（さるかわ）、都城では竹之下川と呼ばれていた。
しかし、全国的には江戸時代中期の日本地図に大淀川の名がみられ、地元にも町村制施行（1889年）までに定着していった。大淀村（1924年に宮崎町・大宮村と合併、現在の宮崎市大淀地域自治区・大塚地域自治区）の住民が「大淀」と命名した理由として「大淀川の南側に位置すること」を挙げていたという。

### 語源
「大淀川」の名前については諸説があり、定かではない。
- 『日本書紀』に書かれた「小戸の橘」から「小戸川」（おどかわ）と呼ばれ、のちに転訛して「大淀川」となった説。
- 大阪の淀川に「大」を冠して「大淀川」になった説。
- 大淀川は広くて深い川という説。
- 小戸・大渡の渡しから名付けられたという説。

河口部の「赤江川」については2つの説がある。
- 大淀川河口に「可愛」（かえ）という入り江があって大淀川とつながっており、川の名前も「可愛川」と呼んだ。それが訛って赤江川になったという。
- 「那珂江」（なかえ）が「赤江」（あかえ）に訛ったとの説もある。

高岡町の「左流川」についても2つの説がある。なお、上井覚兼日記では「佐理川」「さり川」と書かれており、現在の地名は「去川」である。
- 薩摩街道は、ここで大淀川から去って山道に入るので、「去川」となったという説。
- ここには薩摩藩の関所が置かれ、大変厳しい取調べがなされたと言われる。その関所から見て、大淀川が左を流れているから「左流川」といったという。

都城の「竹之下川」（たけのした）は地名に由来し、昔には「岳之下」とも書かれた。城山の「崖下」（がけした）の意味だったが、時が経つうちに「竹之下」になった。

## 流域の自治体
宮崎県
都城市、小林市、宮崎市
鹿児島県
曽於市

## 支流
自治体名は流域の市町村。
- 桜谷
- 湯之尻川
- 村山川
- 迫下川
- 梅北川
- 萩原川
  - 高畑川（小鷺巣川と合流し萩原川になる）
  - 小鷺巣川（高畑川と合流し萩原川となる）
    - 寺柱川

  - 崩川
  - 安久川
  - 姫城川
- 年見川
  - 柳河原川
- 横市川
- 沖水川
  - 網目川
  - 椎八重川
  - 内之木場川
- 庄内川（しょうないがわ） - 都城市。延長24.6kmの一次支流であり流域に日本の滝百選の関之尾滝がある。
  - 千足川（溝ノ口川と合流し庄内川となる）
    - 荒川内川（荒襲川合流し千足川となる）
    - 荒襲川（荒川内川と合流し千足川となる）
      - 田野川
        - 湯穴

    - 大塚川

  - 溝ノ口川（千足川と合流し庄内川となる）
    - 木和田川
    - 粟谷川
    - 吉ヶ谷川
    - 瓶臺川
    - 倉掛川

  - 小田川
- 大谷川
- 東岳川
  - 花木川
    - 富吉川
      - 樋口川
- 木之川内川
  - 丸谷川
  - 高崎川
- 有水川
  - 永野川
  - 永山川
- 炭床川
  - 木下川
- 松八重川
- 岩瀬川（いわせがわ） - 小林市、高原町、都城市。延長44.1kmの一次支流。
  - 城之下川
  - 戸崎川
  - 石瀬戸川
- 木浦川
- 穴水川
- 秋社川
- 前谷川
- 境川
  - 妙寺ヶ谷川
  - 飛松川
  - 中平谷
- 仁田尾川
- 浦之名川
- 瓜田川
- 江川
- 内の丸川
- 本庄川（ほんじょうがわ、綾町からの上流部では綾南川と称する） - 小林市、東諸県郡綾町、国富町、宮崎市。延長53kmの一次支流で、国富町に入り綾北川と合流して本庄川となる。主要地方道（宮崎県道26号宮崎須木線）が並走し、綾の照葉樹林には照葉大吊橋が架かる。
  - 綾北川（あやきたがわ）- 熊本県多良木町、小林市、綾町、国富町。延長45.3kmの二次支流であり国富町で本庄川に合流する。流域には田代八重ダム・綾北ダムなどがあり県道（熊本県道・宮崎県道144号槻木田代八重線・宮崎県道360号田代八重綾線）が並走するが整備状況は劣悪。
    - 曽見川

  - 綾南川（綾北川と合流し本庄川になる（綾南川は本庄川とも呼ばれる）
    - 多古羅谷

  - 深年川
    - 後川
    - 三名川
- 五十鈴川
- 大谷川
  - 宮ノ下川
    - 生目川

  - 金竹川
- 水流川
  - 青柳川
- 八重川
  - 大坪前川

- 安楽川にある「高岡頭首工」では、取水した水を大淀川水系の中岳ダムに送水している。

## 橋梁
- 柿木上橋

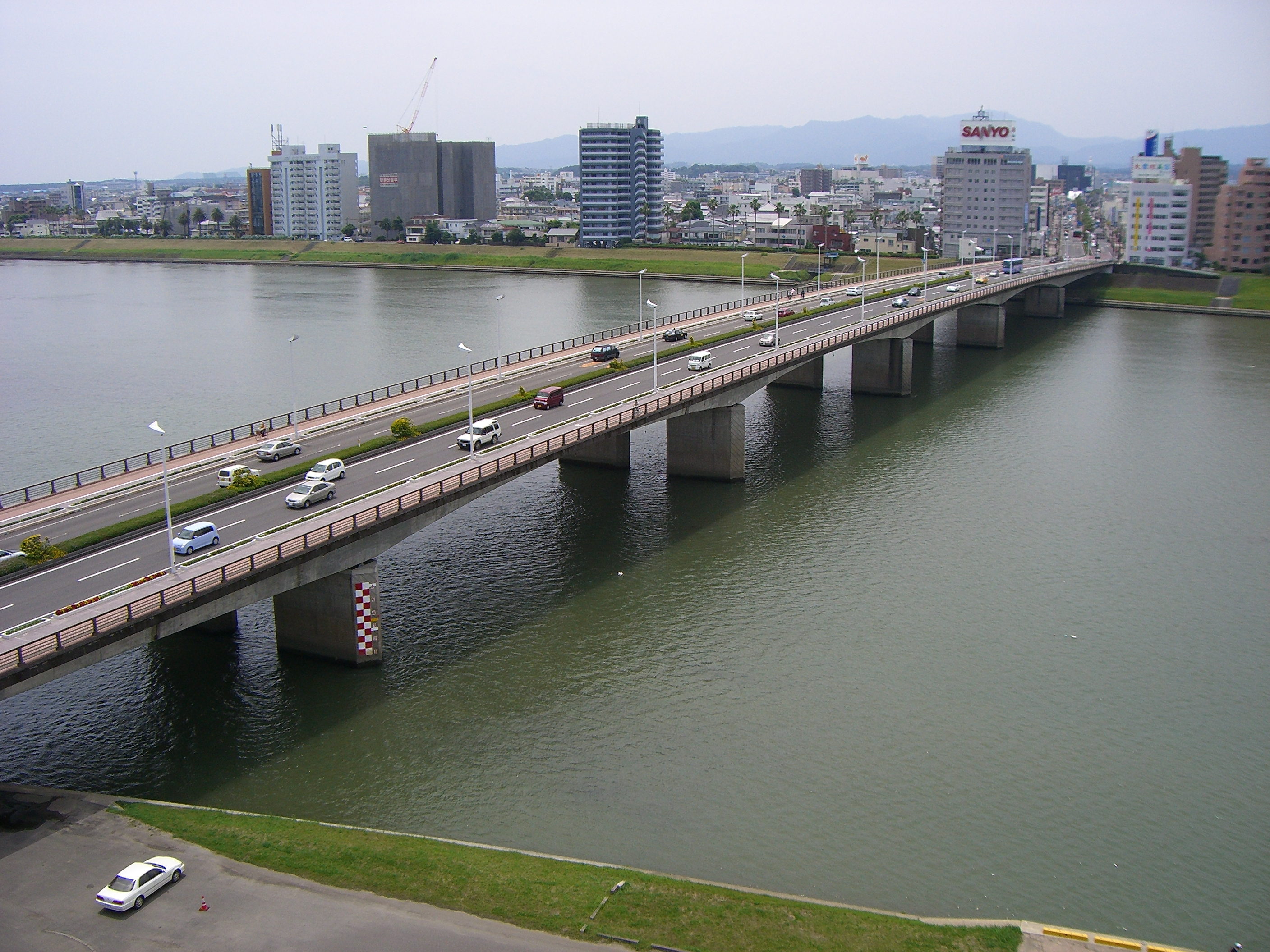
橘橋

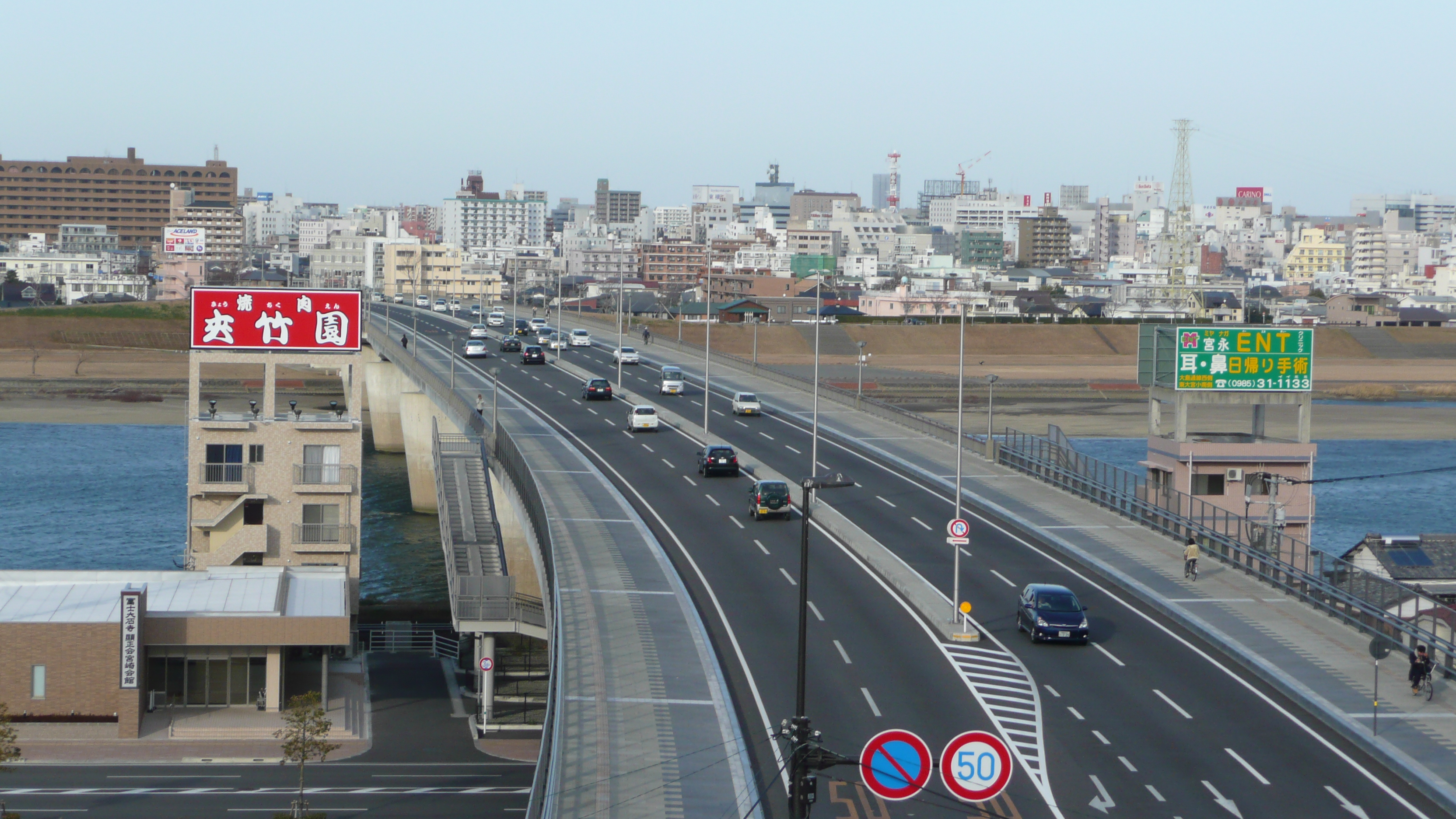
天満橋

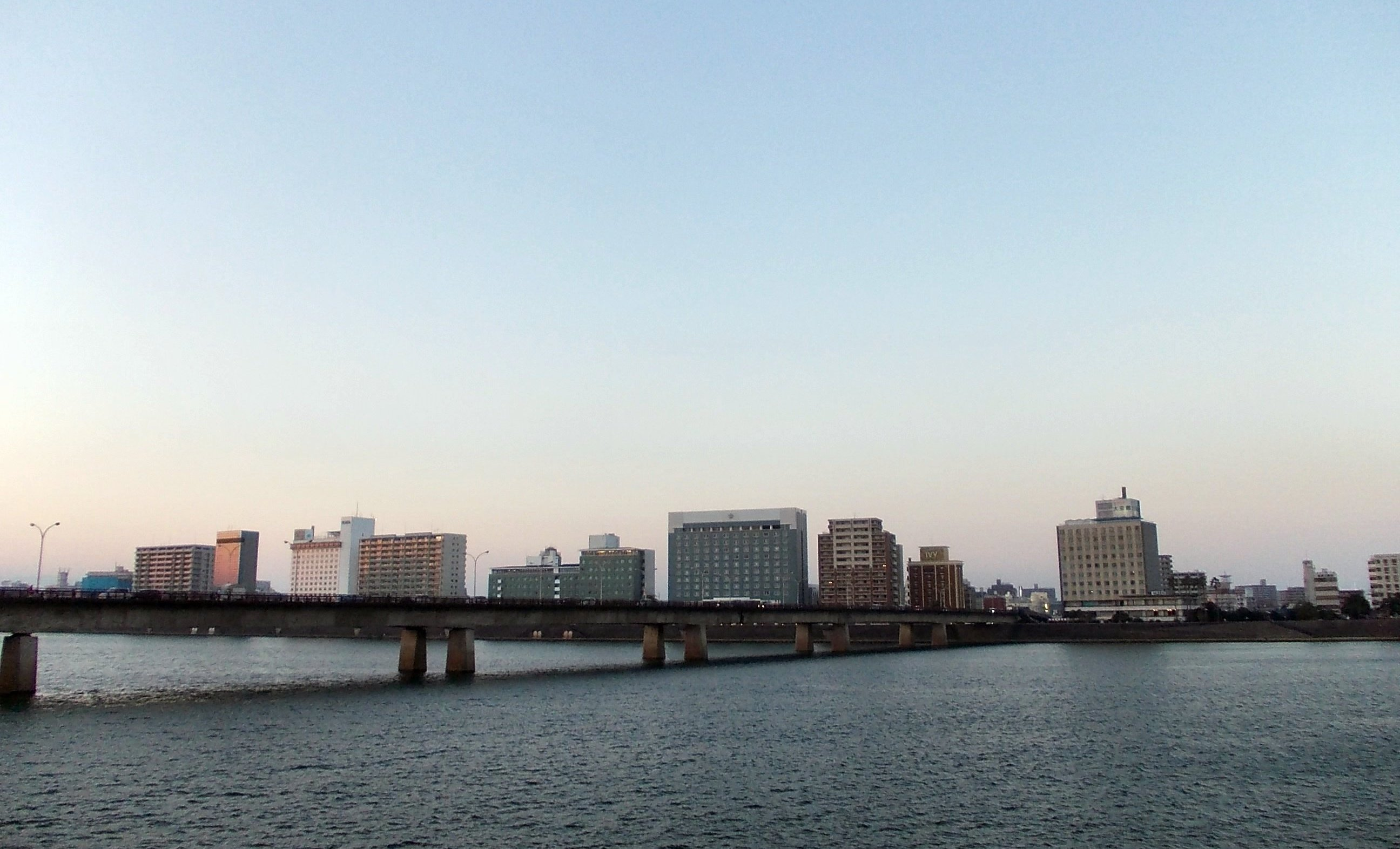
大淀大橋

- 柿木橋（鹿児島県道499号柿之木志布志線）
- 富田橋（鹿児島県道71号垂水南之郷線）
- 中津橋
- 下津橋
- 三枝橋
- 陣の下橋（鹿児島県道・宮崎県道109号飯野松山都城線）
- 塚元橋
- 本明橋
- 小縁橋
- 新橋
- 田ノ神橋
- 百入橋
- 森田橋（国道269号）
- 浜田橋
- 新割田橋
- 川崎橋
- 今迫橋
- 十五橋
- 新十五橋（都城志布志道路）
- 不明
- 中樋通橋（国道10号）
- （日豊本線）
- 岳下橋（県道31号 霧島バードライン）
- 二巌寺橋
- 上平田橋
- 平田橋
- 志比田橋（宮崎県道45号御池都城線）
- （吉都線、えびの高原線）
- 赤星橋
- 今平橋
- 乙房橋（県道108号 財部庄内安久線）
- 広瀬橋
- 大淀川橋（宮崎自動車道）
- 大淀橋（国道221号）
- 高木橋
- 王子橋（宮崎県道46号高城山田線）
- 天神橋（宮崎県道420号中方限庄内線）
- 霧島大橋（ひむか神話街道）
- 樋渡橋（宮崎県道414号有水高原線）
- （大淀川第一ダム）
- 沖之尾狭橋
- （高岡ダム）
- 山下橋（国道10号）
- 唐崎橋（国道10号）
- 面早流橋（国道10号）
- 仁田尾橋（国道10号）
- 柚木崎橋（国道10号）
- 楠見大橋
- 大の丸橋（宮崎県道28号日南高岡線）
- 花見橋（国道10号）
- 大淀川橋（東九州自動車道）
- 有田橋（宮崎県道17号南俣宮崎線）
- 新相生橋（宮崎県道9号宮崎西環状線） - 2015年2月開通
- 相生橋（新相生橋完成により閉鎖）
- 平和台大橋
- 宮崎大橋（国道10号）
- 高松橋
- 天満橋（国道269号） - 国道269号#天満バイパスを参照。
- 橘橋（国道220号）
- 大淀大橋（宮崎県道341号宮崎港宮崎停車場線）
- 日豊本線
- 小戸之橋[6]
- 赤江大橋
- 一ツ葉大橋（一ツ葉道路） - 河川に架かる橋としては九州最長

## 大淀川を名称の由来とするもの
- 日本海軍連合艦隊最後の旗艦である軽巡洋艦大淀、それを引き継いだ海上自衛隊の護衛艦おおよどの名はこの川に因む。
- 旧国鉄の博多駅～宮崎駅間を肥薩線・吉都線経由で結んでいたディーゼル特急として「おおよど」が、1974年より1980年まで運行されていた。詳細は、かわせみ やませみ (列車)を参照されたい。